# Oblastní rada Gezer
Oblastní rada Gezer (hebrejsky מועצה אזורית גזר, Mo'aca azorit Gezer) je oblastní rada v Centrálním distriktu v Izraeli.
Rozkládá se na jihovýchodním okraji aglomerace Tel Avivu, v hustě osídlené a zemědělsky intenzivně využívané pobřežní nížině. Prostor oblastní rady je zhruba vymezen městy Ramla, Nes Cijona a Rechovot (ta ovšem pod jurisdikci rady nespadají) a zemědělskou krajinou jihovýchodně odtud.

## Dějiny
Jméno oblastní rady je inspirováno starověkým židovským městem Gezer, které tu stávalo. Novověké židovské osídlení v této oblasti začalo zárodečně vznikat už během britského mandátu. Během války za nezávislost v roce 1948 zdejší region dobyly izraelské síly a zároveň jej zcela opustila arabská populace. Na přelomu 40. a 50. let 20. století zde pak proběhla hlavní osidlovací vlna, během které se tu dotvořila sídelní síť židovských zemědělských vesnic, postupně pak doplňovaná i v následujících dekádách. Oblastní rada Gezer vznikla roku 1951. Podle jiných zdrojů již roku 1949.
Úřady Oblastní rady Gezer sídlí v komplexu ve vesnici Bejt Chašmonaj. Starostou rady je פטר וייס – Peter Weiss. Oblastní rada má velké pravomoci zejména v provozování škol, územním plánování a stavebním řízení nebo v ekologických otázkách.

## Seznam sídel
Oblastní rada Gezer sdružuje celkem 25 sídel. Z toho je šest kibuců, patnáct mošavů a čtyři společné osady.
| kibuc - Gezer - Chulda - Mišmar David - Na'an - Necer Sereni - Ša'alvim | mošavy - Azarja - Bejt Uzi'el - Ganej Jochanan - Jacic - Jad Rambam - Jašreš - Kfar Bin Nun - Kfar Bilu - Kfar Šmu'el - Macliach - Mišmar Ajalon - Pedaja - Petachja - Ramot Me'ir - Sitrija | společné osady - Bejt Chašmonaj - Ganej Hadar - Karmej Josef - Nof Ajalon |

## Demografie
K 31. prosinci 2014 žilo v Oblastní radě Gezer 24 900 obyvatel. Z celkové populace bylo 24 600 Židů. Včetně statistické kategorie "ostatní" tedy nearabští obyvatelé židovského původu, ale bez formální příslušnosti k židovskému náboženství jich bylo 24 900. Obyvatelstvo je tedy téměř zcela židovské.
| Rok            | 1961  | 1972  | 1983  | 1995   | 2006   | 2008   | 2009   | 2010   | 2011   | 2012   | 2013   | 2014   |
| -------------- | ----- | ----- | ----- | ------ | ------ | ------ | ------ | ------ | ------ | ------ | ------ | ------ |
| Počet obyvatel | 8 300 | 7 900 | 8 900 | 15 300 | 20 700 | 20 700 | 21 300 | 21 800 | 22 500 | 23 200 | 24 400 | 24 900 |